# Dossier spécial
Sur les systèmes d'exploitation Microsoft Windows, les dossiers spéciaux sont des dossiers qui sont présentés à l'utilisateur par le biais d'une interface comme un concept abstrait, au lieu d'un véritable chemin de dossier. Il est donc possible pour une application de demander au système d'exploitation où un emplacement approprié pour certains types de fichiers peuvent être trouvés, quelle que soit la version ou la langue de système d'exploitation utilisée.

## Liste de dossiers spéciaux
| Dossier                | Représente                                                        | Emplacement par défaut (en anglais. Les versions de Windows dans d'autres langues utilisent des noms de dossiers traduits.)                      | Système d'exploitation |
| ---------------------- | ----------------------------------------------------------------- | --- | ---------------------- |
| Application Data       | Fichiers spécifiques à une application et un utilisateur          | %USERPROFILE%\Application Data | 98                     |
| Cookies                | Cookies d'Internet Explorer                                       | %USERPROFILE%\Cookies | 98                     |
| Desktop Directory      | Fichiers stockés sur le bureau de l'utilisateur                   | %USERPROFILE%\Desktop | 95                     |
| Favorites              | Marque-pages (favoris) de l'utilisateur                           | %USERPROFILE%\Favorites | 98                     |
| Fonts                  | Polices de caractères installées                                  | %windir%\Fonts | XP                     |
| History                | Historique du navigateur Web                                      | %USERPROFILE%\Local Settings\History | 98                     |
| Internet Cache         | Fichiers temporaires Internet de l'utilisateur                    | %USERPROFILE%\Local Settings\Temporary Internet Files                                                                                            | 98                     |
| Local Application Data | Paramètres spécifiques à une application et un utilisateur        | %USERPROFILE%\Local Settings\Application Data | 2000/ME                |
| My Documents           | Documents de l'utilisateur                                        | %USERPROFILE%\Documents (Windows Vista et versions suivantes) %USERPROFILE%\My Documents (Windows 2000 et Windows XP) C:\My Documents (Win98-ME) | 98                     |
| My Music               | Fichiers musicaux de l'utilisateur                                | %USERPROFILE%\My Documents\My Music | XP                     |
| My Pictures            | Fichiers image de l'utilisateur                                   | %USERPROFILE%\My Documents\My Pictures | 2000                   |
| My Videos              | Fichiers video de l'utilisateur                                   | %USERPROFILE%\My Documents\My Videos | XP                     |
| Programs               | Programmes et icônes du menu démarrer de l'utilisateur            | %USERPROFILE%\Start Menu\Programs | 95                     |
| Recent                 | Documents récemment ouverts par l'utilisateur                     | %USERPROFILE%\Recent | 98                     |
| Send To                | Éléments du menu "Send To" spécifiques à l'utilisateur            | %USERPROFILE%\SendTo | 98                     |
| Start Menu             | Éléments du menu démarrer de l'utilisateur                        | %USERPROFILE%\Start Menu | 98                     |
| System                 | The Windows system directory                                      | %windir%\system32 | 2000                   |
| Saved Games            | Parties sauvegardées par l'utilisateur dans des programmes de jeu | %USERPROFILE%\saved games | Vista                  |
| Templates              | Modèles de document de l'utilisateur                              | %USERPROFILE%\Templates | 98                     |